# 职住分离
职住分离或职住失衡（英文：Jobs-housing mismatch），也称空间错位（英文：Spatial mismatch），是指地理区域内住房与工作岗位的数量、空间分布不匹配的状态；反之，若区域内住房与工作岗位数量、分布相当，则称之为职住平衡。职住分离因其伴随着潮汐式通勤需求，被认为是大城市交通拥堵的主要原因之一；相比之下，职住平衡时居民居住地靠近就业地，被认为具有减缓交通拥堵、降低能源消耗、减少污染排放等好处。 